# يوري (نوع)

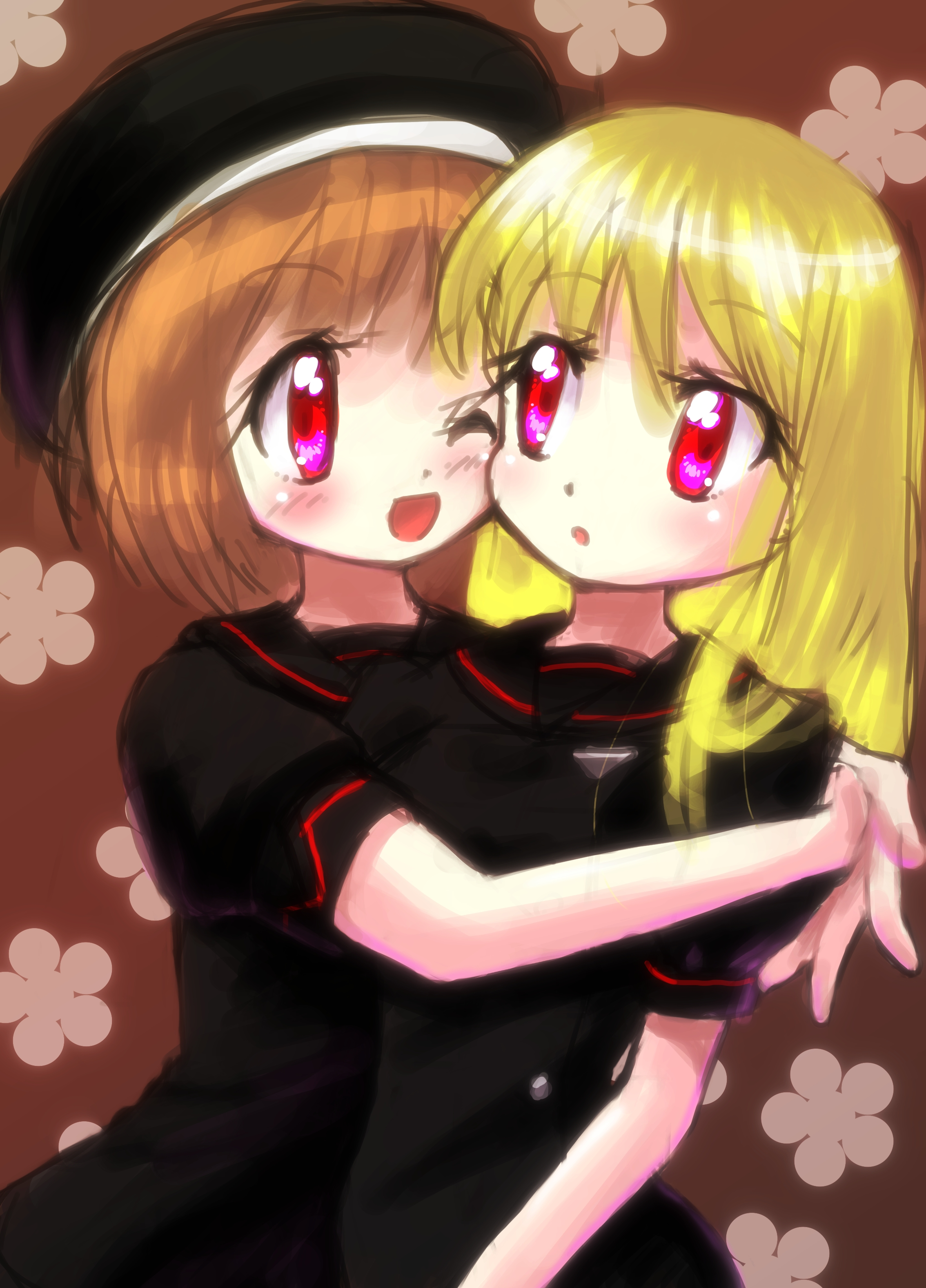

يوري (باليابانية: 百合) معروف أيضاً بلفظ الواسي إيغو (باليابانية: ガールズラブ) وتعني Girl's Love (بالعربية: حب البنات) وهو مصطلح ياباني لوصف نوع من المانغا والأنيمي التي تحتوي على علاقات حميمية بين النساء كالحب والجنس (المثلية الجنسية) ، اليوري يركز على التوجه الجنسي أو التوجه الرومانسي في العلاقة، أو كلاهما.